# Alexandru Gațcan
Alexandru Gaţcan (Chişinău, Moldavia, 27 de marzo de 1984) es un exfutbolista moldavo que jugaba como centrocampista.

## Clubes
| Club                           | País     | Año       |
| ------------------------------ | -------- | --------- |
| F. C. Unisport-Auto Chișinău   | Moldavia | 2003-2004 |
| F. C. Spartak de Moscú         | Rusia    | 2004      |
| Spartak Chelyabinsk            | Rusia    | 2005      |
| F. C. Rubin Kazán              | Rusia    | 2006-2008 |
| F. C. Rostov                   | Rusia    | 2008-2019 |
| P. F. C. Krylia Sovetov Samara | Rusia    | 2019-2021 |

## Palmarés

### Títulos nacionales
| Título        | Club         | País  | Año  |
| ------------- | ------------ | ----- | ---- |
| Copa de Rusia | F. C. Rostov | Rusia | 2014 |